# Christoph Kentman
Christoph Kentman (auch Kemper, Kendtmann, Christoff Polirer; † 1570 in Dresden) war ein im 16. Jahrhundert lebender Dresdner Ratsherr und Bürgermeister.

## Leben

### Herkunft und Familie
Christoph Kentman stammte aus einer alteingesessenen Dresdner Bürgersfamilie. Bereits im 15. Jahrhundert ist ein Heinrich Kentman in Dresden ansässig. Beruflich war dieser als Edelsteinschleifer tätig, weshalb die Familie gelegentlich mit dem Beinamen Polierer erwähnt wird. Heinrich Kentman verstarb 1504. Sein Sohn Christoph Kentman (d. Ältere; * 1492) trat 1528 in den Dresdner Rat ein und war dort bis zu seinem Tod am 25. Juni 1552 Ratsherr. Als gelernter Kürschner ließ er sich nach seinen Wanderjahren wieder in Dresden nieder und bewohnte hier ein Haus an der Elbgasse (heute Schloßstraße). Sein Sohn Johannes Kentmann (1518–1574) wurde als Mediziner und Naturforscher bekannt. 

### Wirken als Ratsherr und Bürgermeister
Sein zweiter Sohn Christoph war langjähriges Ratsmitglied und zudem zwischen 1555 und 1569 Spitalmeister des Bartholomäus-Hospitals. 1556 wurde er erstmals zum regierenden Bürgermeister gewählt und übte dieses Amt im üblichen Drei-Jahres-Rhythmus bis 1565 aus. 1566 verweigerte Kurfürst August eine weitere Bestätigung Kentmans in seinem Amt wegen dessen hohen Alters. Formal blieb Christoph Kentman jedoch bis zu seinem Tod 1570 Ratsmitglied.